# 長江翔太
長江 翔太（ながえ しょうた、1991年10月8日 - ）は、大阪府大阪市出身の元プロ野球選手（投手・外野手）。右投左打。現在は読売ジャイアンツで台湾スカウトを務めている。NPBでは育成選手であった。

## 経歴

### プロ入り前
金光大阪高校時代は三塁手で第81回選抜高等学校野球大会にはスタメンで出場。二塁打2本、3打点の活躍をするもチームは10 - 11でサヨナラ負けし、初戦敗退。3年から投手へ転向するも、投手としては甲子園出場機会なし。同期に陽川尚将。
大阪経済大学進学後は、2年春にリーグ最多タイとなる5勝を挙げ、新人賞を受賞するなど、エースとして活躍したが、故障もあり、その後はわずか1勝しかできなかった。広島東洋カープや読売ジャイアンツの入団テストを受けるため4年秋を前に退部する。広島のテストでは自身最速の146km/hをマークするも不合格だった。
2013年9月22日に、読売ジャイアンツ（巨人）の入団テストを受験。このテストに合格したことから、同年の育成ドラフト会議では、投手として巨人から2巡目で指名された。
NPBのドラフト会議では、日本学生野球協会が管轄する高校・大学の野球部を退部した選手を指名する球団に対して、退部届受理の有無を同協会へ確認することを求めている。しかし、巨人が長江を指名した時点で退部届の受理確認が間に合わなかったため、NPBでは会議の終了後に長江の交渉権をいったん保留。翌日に退部届の受理が確認されたことを受けて、NPBが長江の交渉権確定を発表したため、長江は育成選手として巨人へ入団した。背番号は009。

### プロ入り後
2014年には、イースタン・リーグ公式戦への登板機会がないまま、長打力を買われて9月7日から外野手に転向した。2015年には、外野手として、イースタン・リーグ公式戦10試合に出場。打率.300（10打数3安打）、1打点を記録した。
2016年には、イースタン・リーグ公式戦への出場機会がなかった。入団以来支配下選手契約への移行に至らなかったことから、10月2日に球団から戦力外通告を受けた。10月31日付で、NPBから自由契約選手として公示。

### 巨人退団後
NPB他球団での現役続行を希望し、2016年11月12日に甲子園球場で開催された12球団合同トライアウトに外野手として参加した。
2017年1月11日に富山GRNサンダーバーズに外野手としての入団が発表された。
2018年、台湾の社会人野球チームである台湾人寿（台中市台湾人寿成棒隊）に投手として入団し、翌年までプレーした。

### 現役引退後
2020年1月8日に古巣・富山GRNサンダーバーズの野手コーチ就任が球団から発表された。その後、千葉ロッテマリーンズとチェン・ウェインの通訳として契約し、同年10月3日に富山からの退団が発表された。2021年からは読売ジャイアンツの台湾スカウトを務める。

## 詳細情報

### 年度別打撃成績
- 一軍公式戦出場なし

### 背番号
- 009 （2014年 - 2016年）
- 55 （2017年）
- 37 （2020年 - 同年10月3日）